# خط طول 151° غرب
خط طول 151° غرب هو أحد خطوط الطول الجغرافية، والتي تمتد من القطب الشمالي الجغرافي إلى القطب الجنوبي الجغرافي، وحسب التحويل الزمني يتأخر خط طول 151° غرب عن خط غرينتش بـ10 ساعة و4 دقائق.

## من القطب إلى القطب
ينطلق خط طول 151° غرب من القطب الشمالي نحو القطب الجنوبي مرورا بالمناطق التي ترد في الجدول التالي:
| الإحداثيات                           | البلد أو الإقليم أو البحر | ملاحظات                                                            |
| ------------------------------------ | ------------------------- | ------------------------------------------------------------------ |
| 90°0′N 151°0′W / 90.000°N 151.000°W  | المحيط المتجمد الشمالي    |                                                                    |
| 72°11′N 151°0′W / 72.183°N 151.000°W | بحر بيوفورت               |                                                                    |
| 70°24′N 151°0′W / 70.400°N 151.000°W | الولايات المتحدة          | ألاسكا                                                             |
| 61°11′N 151°0′W / 61.183°N 151.000°W | Cook Inlet                |                                                                    |
| 60°49′N 151°0′W / 60.817°N 151.000°W | الولايات المتحدة          | ألاسكا — شبه جزيرة كيناي                                           |
| 59°12′N 151°0′W / 59.200°N 151.000°W | المحيط الهادئ             |                                                                    |
| 23°22′S 151°0′W / 23.367°S 151.000°W | تاهيتي                    | هواهاين island                                                     |
| 23°24′S 151°0′W / 23.400°S 151.000°W | المحيط الهادئ             |                                                                    |
| 60°0′S 151°0′W / 60.000°S 151.000°W  | المحيط الجنوبي            |                                                                    |
| 76°58′S 151°0′W / 76.967°S 151.000°W | القارة القطبية الجنوبية   | منطقة روس, المطالب الإقليمية بالقارة القطبية الجنوبية by نيوزيلندا |